# والتر كارترايت
والتر كارترايت (بالإنجليزية: Walter Cartwright)‏ (1871 في المملكة المتحدة - ) هو لاعب كرة قدم إنجليزي في مركز الوسط. لعب مع مانشستر يونايتد.